# 李晉 (唐朝)
李晋（7世纪?—713年7月29日），唐朝宗室、官员。
生年不详，新興郡王李德良之孙。先天年間（712年—713年），官殿中监，又兼雍州长史，封新兴王。不久因與太平公主結黨，於先天政變時被唐玄宗處死，族人改姓厲氏。李晉臨刑歎說：“本謀此事，出自崔湜，今我就死而湜得生，何冤濫也！”

## 延伸阅读
[在维基数据编辑]
 《新唐書·卷078》，出自《新唐書》